# Port lotniczy Kokkola-Pietarsaari
Port lotniczy Kokkola-Pietarsaari (IATA: KOK, ICAO: EFKK) – port lotniczy położony w Kruunupyy w Finlandii, 19 km na południe od Kokkoli i 30 km na północny wschód od Jakobstad. Jest obsługiwany przez linie Finnair i Finncomm Airlines.
Do 1 marca 2010 nosił nazwę Port lotniczy Kruunupyy (fiń. Kruunupyyn lentoasema).

## Linie lotnicze i połączenia
| Linia lotnicza    | Kierunek                      |
| ----------------- | ----------------------------- |
| Amapola Flyg      | 1. Sztokholm-Arlanda          |
| Finnair           | 1. Helsinki 2. Kemi           |
| Freebird Airlines | Sezonowe czartery: 1. Antalya |